# 卢浮宫协议
卢浮宫协议由六国集团（美、日、英、法、西德、加拿大）于1987年2月22日在法国巴黎签署，意大利雖受邀请，但是最终不參與签署。
协议的目标是稳定国际货币市场，停止由广场协议导致的美元持续贬值，广场协议的目标是通过七国集团的财政部长会议的双边协议促成美元相对日元和德国马克的贬值。自广场协议起，到1987年，日元已升到1美元对150日元的地步，各国部长聚集于巴黎卢浮宫阻止贬值趨勢。 
法国同意削减相當於GDP百分之一的预算赤字和同样数目的企业及个人税收，日本同意减少贸易盈余和降低利率，英国同意减少公共开支和减税，德国以其為欧洲经济的主导经济体成為该协议的主要攻擊目标，德國同意减少公共开支，削減企業稅及個人税並保持低利率。美国则同意在1988年把财政赤字占GDP的比例从1987年预估值的3.9%降到2.3%，在1988年减少政府开支一个百分点及保持低利率。